# Unlight
《Unlight》是一款免費遊戲卡片對戰網頁遊戲，日本遊戲公司 TechWay Co Ltd. 所開發。在日本、台灣、韓國、法國、泰國、美國都有推出對應的遊戲語系版本。
於2017年10月18日，終止所有平台服務後版權被轉讓，目前由日本株式会社 CPA 所持有。
而後於2019年8月，CPA 正式將《Unlight》原始碼與相關資源開放，提供給玩家下載遊玩，一群喜愛《Unlight》的工程師也隨即組成Open Unlight團隊，重新架設伺服器並營運《Unlight》。
Open Unlight團隊於2020年11月28日的發表會中宣布，已與版權方株式會社 CPA 正式簽約，針對遊戲製作設立「Unlight Project」製作委員會，持續開發與營運《Unlight》，並在預計 2021 年完成手機版移植，而角色設計與故事編寫，將分別由原《Unlight》開發團隊的 miya 老師、刈部老師負責。

## 遊戲方式
玩家使用角色卡片和事件卡片組成隊伍，進行對戰或是任務。戰鬥以回合制進行，每個回合有四個階段。在抽牌階段時，雙方抽出事件卡，並在移動階段依照所出的事件卡決定先後，先攻者和防守者出牌後會進行傷害計算，之後攻守方交換，反覆進行直到對方的人物HP歸零，即可得勝。若十八回合未能分出勝負則依HP多寡決定勝負，若相同則平手。

### 卡片種類
- 角色卡：分為普通角色卡、稀有角色卡、復活卡和支線故事卡
- 怪物卡：在任務中獲得，可以放進牌組、部分則否。
- 事件卡：安插在角色上，在戰鬥中使用。
- 裝備卡：安插在角色上，影響戰鬥中的角色攻防數值或是增加被動技能。

## 對戰類型
任務

玩家對戰

Raid

## 營運方式
Unlight遊戲於平台上是採免費，只有部分道具的收費模式，並且可以取得一定數量的角色和道具，但如果想要加速遊戲的節奏或是取得更多角色則必須購買商城物品。
購買商城物品則是需要使用平台代理商的虛擬點數，而帳號以及其虛擬道具為各遊戲平台所綁定無法移轉。玩家之間無法進行虛擬物品及點數交易，不過玩家可以透過寄送任務進行任務交換。
商城物品只是加速遊戲節奏，並不會影響玩家遊玩的本質。

## 各語系平台
- 2010年10月於Yahoo!Mobage平台啟用日文版
- 2011年1月於Facebook平台啟用繁體中文版
- 2011年4月26日於Hangame平台啟用日文版（2012年3月7日因平台玩家過少停止Hangame平台服務）
- 2012年4月與代理商Entercrews合作於Naver平台啟用韓文版
- 2012年7月於Facebook啟用法文版
- 2013年2月6日於niconico遊戲平台啟用日文版
- 2014年1月6日於Facebook平台啟用泰文版
- 2016年6月30日於Facebook平台停止英文、法文版
- 2017年9月7日於Facebook平台暫停繁體中文版
- 2017年10月18日niconico日文版暫停營運
- 2019年7月30日於Facebook發布公告，TechWay已於2018年10月將Unlight（網頁版）的商標權與版權讓渡給株式会社CPA，並作為免費的開放資源。
- 2019年8月7日於Unlight 開源後，由玩家組成的Open Unlight團隊將原始碼重新架設出新伺服器，私服開始營運。
- 2020年11月28日Open Unlight團隊宣布，已與版權方株式會社 CPA 正式簽約，針對遊戲製作設立「Unlight Project」製作委員會，持續開發與營運《Unlight》，並在 2021 年積極完成手機版移植。
- 2024年12月07日，Unlight Revive 版本於 steam 頁面[1]上架。

## 外部連結
- 官方網站 （页面存档备份，存于）
- 中文Facebook粉絲專頁 （页面存档备份，存于）
- 英文Facebook粉絲專頁 （页面存档备份，存于）
- 日文官方推特 （页面存档备份，存于）
- 英文官方推特 （页面存档备份，存于）

1. ↑  . store.steampowered.com.   [2024-12-12]. （原始内容存档于2025-01-21） （中文（中国大陆））.